# Vuelta a España 1972
Das Radrennen zur 27. Vuelta a España wurde in 21 Abschnitten und 3109,5 Kilometern vom 27. April bis zum 14. Mai 1972 ausgetragen. Der Gewinner war der Spanier José Manuel Fuente, der auch die Bergwertung sowie die Kombinationswertung für sich entscheiden konnte. Die Punktewertung gewann Domingo Perurena, die Meta Volantes-Wertung  gewann Ventura Díaz und das Team KAS siegte in der Mannschaftswertung.

## Etappen
| Etappe | von                    | nach                   | km        | Gewinner                      | Maillot amarillo   |
| ------ | ---------------------- | ---------------------- | --------- | ----------------------------- | ------------------ |
| Prolog | Fuengirola             | Fuengirola             | 6 (EZF)   | René Pijnen                   | René Pijnen        |
| 1      | Fuengirola             | Cabra                  | 167       | Miguel María Lasa             | Miguel María Lasa  |
| 2      | Cabra                  | Granada                | 206       | Gerard Vianen                 | Miguel María Lasa  |
| 3      | Granada                | Almería                | 181       | Domingo Perurena              | Domingo Perurena   |
| 4      | Almería                | Dehesa de Campoamor    | 251       | Gert Harings                  | Domingo Perurena   |
| 5      | Dehesa de Campoamor    | Gandia                 | 183       | Pieter Nassen                 | Domingo Perurena   |
| 6A     | Gandia                 | El Saler               | 120       | Roger Kindt                   | Domingo Perurena   |
| 6B     | El Saler               | El Saler               | 6,5 (MZF) | KAS                           | Domingo Perurena   |
| 7      | Valencia               | Vinaròs                | 181       | Jos van der Vleuten           | Domingo Perurena   |
| 8      | Vinaròs                | Tarragona              | 189       | Cees Koeken                   | Domingo Perurena   |
| 9A     | Tarragona              | Barcelona              | 118       | Gert Harings                  | Domingo Perurena   |
| 9B     | Barcelona              | Barcelona              | 10 (EZF)  | Jesús Manzaneque              | Domingo Perurena   |
| 10     | Barcelona              | Banyoles               | 192       | Domingo Perurena              | Domingo Perurena   |
| 11     | Manresa                | Saragossa              | 259       | Luis Balagué                  | Domingo Perurena   |
| 12     | Saragossa              | Aramón Formigal        | 169       | José Manuel Fuente            | José Manuel Fuente |
| 13     | Sangüesa               | Arrate                 | 201       | Agustín Tamames               | José Manuel Fuente |
| 14     | Eibar                  | Bilbao                 | 145       | Miguel María Lasa             | José Manuel Fuente |
| 15     | Bilbao                 | Torrelavega            | 148       | Gerard Vianen                 | José Manuel Fuente |
| 16     | Torrelavega            | Vitoria-Gasteiz        | 219       | Agustín Tamames               | José Manuel Fuente |
| 17A    | Vitoria-Gasteiz        | Donostia-San Sebastián | 138       | Jesús Aranzabal               | José Manuel Fuente |
| 17B    | Donostia-San Sebastián | Donostia-San Sebastián | 20 (EZF)  | José Antonio González Linares | José Manuel Fuente |

## Endstände
| Sieger                | José Manuel Fuente            | 82:34:14 h  |
| Zweiter               | Miguel María Lasa             | + 6:34 min  |
| Dritter               | Agustín Tamames               | + 7:00 min  |
| Vierter               | Gonzalo Aja                   | + 8:07 min  |
| Fünfter               | José Antonio González Linares | + 8:08 min  |
| Sechster              | Domingo Perurena              | + 8:23 min  |
| Siebter               | Jesús Manzaneque              | + 8:27 min  |
| Achter                | José Pesarrodona              | + 8:38 min  |
| Neunter               | Désiré Letort                 | + 8:42 min  |
| Zehnter               | Bernard Labourdette           | + 8:54 min  |
| Punktewertung         | Domingo Perurena              | 224 P.      |
| Zweiter               | Miguel María Lasa             | 126 P.      |
| Dritter               | Gert Harings                  | 114 P.      |
| Bergwertung           | José Manuel Fuente            | 97 P.       |
| Zweiter               | Andrés Oliva                  | 73 P.       |
| Dritter               | Miguel María Lasa             | 46 P.       |
| Meta Volantes-Wertung | Ventura Díaz                  | 10 P.       |
| Kombinationswertung   | José Manuel Fuente            |             |
| Teamwertung           | KAS                           | 247:57:24 h |